# Kombajn górniczy

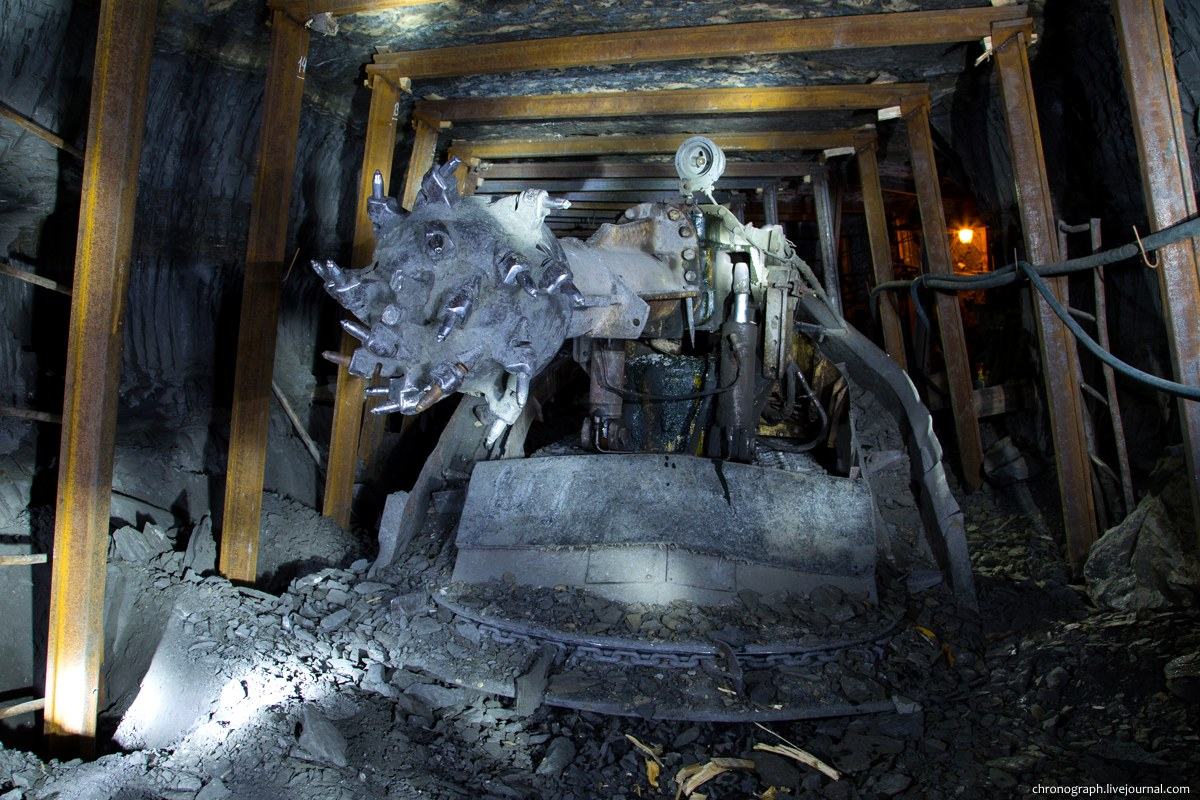
Kombajn w Kopalni Nowokaszpirskiej, Syzrań, Rosja

Kombajn górniczy – maszyna górnicza wykonująca równocześnie kilka operacji wchodzących w skład procesu wybierania kopaliny użytecznej; maszyny te najczęściej łączą dwie lub trzy operacje: urabianie calizny, ładowanie urobku i transportowanie urobku, stąd też bywają urabiająco-ładujące, ładująco-transportujące lub urabiająco-ładująco-transportujące.
Dalszy podział maszyn przeprowadza się na podstawie sposobów urabiania calizny, ładowania oraz transportowania urobku. 
Maszyny urabiająco-ładujące dzielą się, ze względu na sposób urabiania na:
- wiercące, w których obracające się ramiona (zaopatrzone w ostrza), pierścienie lub wiertła zwiercają urobek z calizny w miarę posuwania się maszyny
- wycinające, w których szybko posuwające się łańcuchy z nożami wycinają z calizny 1-2 metrowy pas węgla
- frezujące, mające obracające się frezy w postaci kół czerpakowych, szeregu łańcuchów wrębowych, bębnów z ostrzami, łap itp., sfrezowujące urobek w miarę posuwania się maszyny
- strugające, w których szerokie ostrza, często zaopatrzone w zęby, przesuwane wzdłuż calizny, ścinają wąskie wióry urobku
- odbijające, o drgających ostrzach przesuwanych wzdłuż calizny, które odbijają urobek;
- kombinowane - urabiające caliznę skalną kilkoma sposobami jednocześnie:
  - maszyny wiercąco-wycinające, wiercąco-frezujące, wycinająco-strugające itp.
  - maszyny urabiająco-ładujące ładują urobek na podawarkę taśmową lub zgrzebłową, skąd przenoszony jest on na inne urządzenia transportowe.

Z maszyn ładująco-transportujących największe znaczenie ma zgarniarka ładująca - maszyna kołowrotowa z narzędziem roboczym w postaci zgarniaka ciągnionego liną; umieszczona jest na pomoście, na którym nabrany przez zgarniak urobek podnoszony jest do góry i wsypywany do wozów. Z maszyn urabiająco-ładująco-transportujących najczęściej stosowane są frezoprzenośniki ślimakowe, w których obracający się frez ślimakowy o zwojach zaopatrzonych w noże równocześnie urabia, ładuje i transportuje urobek, oraz wręboprzenośniki łańcuchowe, które za pomocą łańcuchów ze zgrzebłami równocześnie wycinają urobek z calizny, ładują go i transportują po spągu wyrobiska.